# Ashikita
Ashikita (japanska: 芦北町?, Ashikita-machi) är en landskommun (köping) i Kumamoto prefektur i Japan.  